# Артур Капп

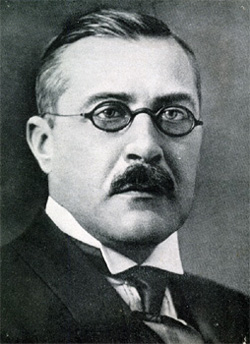
Артур Кап

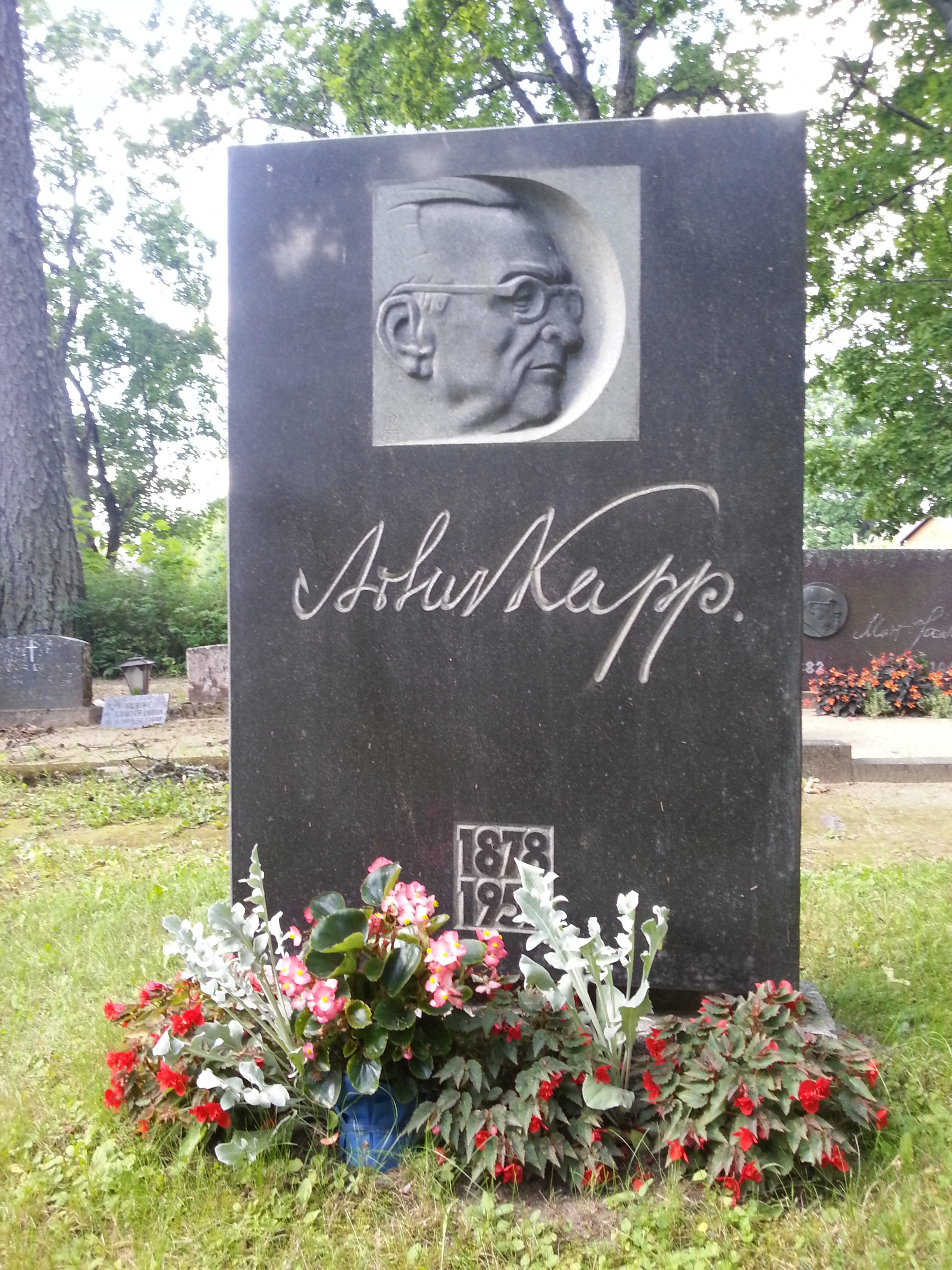
Надгробна плита Артура Каппа

Артур Капп (28 лютого 1878 — 14 січня 1952) — естонський композитор.

## Життєпис
Народився в місті Сууре-Яані (Естонія), яке тоді входило до складу Ліфляндської губернії Російської імперії. 
Син Йосепа Каппа, який також мав класичну освіту музиканта. Капп розпочав свою музичну кар'єру, вивчаючи орган у Санкт-Петербурзькій консерваторії, будучи студентом Луї Гоміліуса, а також вивчав композицію у Миколи Римського-Корсакова в 1891. Капп закінчив консерваторію в 1900 як композитор і з 1904 до 1920 працював директором музичного училища в Астрахані. Згодом повернувся до Естонії в якості професора і диригента в Талліннській консерваторії. Серед його студентів були такі майбутні видатні естонські композитори, як Евальд Аав, Едгар Арро, Густав Ернесакс, Гелен Тобіас-Дуесберґ, Ріхо Пятс та Енн Вйорк. 
Артур Капп, поряд з Рудольфом Тобіасом (1873 – 1918), вважається одним із засновників естонської симфонічної музики.
Син Каппа Євген (1908 – 1996) і племінник Вільєм (1913 – 1964) також стали видатними композиторами, навчаючись у Талліннській консерваторії під керівництвом старшого Каппа.
Одними з найбільш довготривалих творів Каппа є увертюра "Дон Карлос" (1899) і кантата "Paradiis ja Peri" («Рай і Пері», 1900), обидві з яких є великомасштабними творами, на яких помітно виступає орган. Каппа, напевно, найбільше згадують за його ораторію "Hiiob" («Робота») і "Metsateel" («На дорозі через ліс»), твір для сольного голосу. Роботи Каппа багаті й різноманітні і охоплюють чимало класичних жанрів. Окрім мелодій, перерахованих вище, він написав п’ять симфоній, п’ять концертів, увертюри, чотири оркестрові сюїти.
Після більшовицької окупації Естонії під час Другої світової війни Капп був змушений залишити свою посаду композитора і пішов на пенсію, повернувшись до Сууре-Яані. Там він помер у 1952 у віці 73 років. Його професійна кар'єра тривала більше п'яти десятиліть. Останніми двома великими творами Каппа були Симфонія № 4 (1948) і Кантата-симфонія № 5 (Симфонія миру).
У 1998 було засновано щорічний фестиваль "Suure-Jaani Music Days" задля відзначення музичної спадщини Артура Каппа, а також його синів і товариша-композитора Марта Саара (1882 – 1963), який також був вихідцем з цього району. Фестиваль організовується "Eesti Kontsert" спільно з містом Сууре-Яані та Міжнародним товариством Артура Каппа. Місцями для виступів є лютеранська та православна церкви, музей Каппа та сцена пісенного фестивалю.

## Зовнішні посилання
- Міжнародне товариство Артура Каппа [Архівовано 26 жовтня 2017 у Wayback Machine.]
- Eesti Muusika Infokeskus/Естонський музичний інформаційний центр
- Eesti Muusika Festivald - Дні музики Сууре-Яані [Архівовано 1 грудня 2021 у Wayback Machine.]

1. ↑  Deutsche Nationalbibliothek Record #124047920 // Gemeinsame Normdatei — 2012—2016.
2. 1 2  Musicalics
3. 1 2 3  Капп Артур Иосифович // Большая советская энциклопедия: [в 30 т.] / под ред. А. М. Прохорова — 3-е изд. — Москва: Советская энциклопедия, 1969.
4. ↑  Bibliothèque nationale de France BNF: платформа відкритих даних — 2011.